# Peridea acerba
Peridea acerba är en fjärilsart som beskrevs av Karl Schawerda 1916. Peridea acerba ingår i släktet Peridea och familjen tandspinnare. Inga underarter finns listade i Catalogue of Life.